# Franc Pretnar
Franc Pretnar [fránc prétnar], slovenski tehtničar, finomehanik, izumitelj, inovator, graver, amaterski optik, konstruktor daljnogledov in ljubiteljski astronom, * 27. september 1912, Kamna Gorica, † 5. junij 1988, Radovljica.

## Življenje in delo
Pretnar je izšel iz kmečko-obrtniškega okolja. Izučil se je za tehtničarja in je pred 2. svetovno vojno odšel na specializacijo za vzdrževanje tehtnic na Dunaj. Zaposlil se je v mehanični delavnici Železarne Jesenice, kjer je od leta 1948 do upokojitve leta 1969 delal kot vodja delavnice za vzdrževanje tehtnic. Njegova delovna skupina je izdelala 100 tonsko industrijsko tehtnico-vozilo za samodejno tehtanje in doziranje koksa in rude in za doziranje starega železa v plavžno dvigalo. Podobno tehtnico-vozilo so izdelali tudi za železarno v Sisku in železarno v Zenici. Razvil je način za fino obdelavo kovin, izdelal naprave za razdvajanje tanke valjane pločevine in za pomoč pri finomehaničnih delih.
Največ prostega časa je namenil optiki, finomehaniki, graviranju, konstruiranju in izdelovanju daljnogledov. Prve daljnoglede je začel izdelovati nekaj let po vojni. Vsega skupaj je izdelal približno 50 različnih refraktorjev in reflektorjev s premeri objektivov od 50 mm do 350 mm. Pri njegovem delu mu je svetoval Kunaver. Izdeloval je tudi najrazličnejše spominske značke.
Sodeloval je z Astronomskim društvom Javornik (ADJ).

## Priznanja
Bil je večkrat nagrajeni inovator. Leta 1953 je za svoje izume in inovacije prejel priznanje Ljudske tehnike Slovenije. O njegovem delu so v 1950-tih posneli tudi kratek dokumentarni film.